# O Dreamland
O Dreamland è un cortometraggio documentario del 1953, prodotto e diretto da Lindsay Anderson.
Si tratta del breve ritratto, privo di commento, di una giornata di svago della classe lavoratrice tra le attrazioni del parco di divertimenti Dreamland di Margate, nel Kent, sede delle più antiche montagne russe del Regno Unito.
Realizzato da Anderson insieme al cameraman e aiuto regista John Fletcher nel 1953, fu proiettato al pubblico per la prima volta solo nel 1956, dal 5 all'8 febbraio al National Film Theatre insieme al cortometraggio Momma Don't Allow di Karel Reisz e Tony Richardson ed al mediometraggio Together di Lorenza Mazzetti, il programma speciale che segnò l'inizio del movimento cinematografico britannico del Free Cinema.